# Saison 7 de Camping Paradis
 (avril 2020).
Si vous disposez d'ouvrages ou d'articles de référence ou si vous connaissez des sites web de qualité traitant du thème abordé ici, merci de compléter l'article en donnant les références utiles à sa vérifiabilité et en les liant à la section « Notes et références ».
 (avril 2020).
Chronologie
Saison 6 Saison 8
Cet article présente les épisodes de la septième saison de la série télévisée Camping Paradis.

## Distribution

### Info
Le tournage de la saison 7 démarre le 7 avril 2015. 
Géraldine Lapalus (Amandine) est contrainte de s'absenter pour l'épisode 5 de la saison « Les vacances du camping » à la suite d'une double fracture de la malléole. Il s'agit là de sa première absence dans la série.

### Acteurs principaux
- Laurent Ournac : Tom Delormes, le propriétaire du camping
- Aurélie Konaté : Aurélie Constantin, l'ex compagne de Tom et responsable de l'accueil du camping
- Patrick Guérineau : Xavier Proteau, le barman du camping
- Géraldine Lapalus : Amandine Joubert (sauf épisode 5), la responsable des sports du camping
- Thierry Heckendorn : André Durieux, le régisseur du camping

### Acteur secondaire
- Patrick Paroux : Christian Parizot, un vacancier régulier et grincheux
- Adrien Schmück : Sam, le neveu d'André (épisodes 4,6 et 7)

## Liste des épisodes

### Épisode 1:Une star au camping
- Belgique : 21 juin 2015 sur RTL-TVI
- Suisse : 20 juin 2015 sur RTS Un
- France : 23 juin 2015 sur TF1

- Belgique : 494 000 téléspectateurs (31,8 % de part de marché)[1] (première diffusion)
- France : 5,98 millions de téléspectateurs (25,1 % de part de marché)[2] (première diffusion)

- Louisy Joseph : Lara Baker/Anne Dampierre
- Stéphane Metzger : Laurent
- Thelma Du Pac : Agathe
- Ariane Aggiage : Josy Leglancier
- Denis Maréchal : Michel du Mont
- Cécile Lancia : Chloé
- Nicolas Guillot : Éric, le manager de Lara
- Geoffrey Couët : Pascal, le dragueur au bar

- Cet épisode est le premier épisode dans lequel on revoit un concours de talents, après "Mon meilleur ami".
- Cet épisode est le premier où l'on remarque la transformation physique de Tom, qui apparaît significativement aminci.

### Épisode 2:Affaire de famille
- Belgique : 3 octobre 2015 sur RTL-TVI
- Suisse : 25 aout 2015 sur RTS Un
- France : 5 octobre 2015 sur TF1

- Belgique : 308 600 téléspectateurs (21,6 % de part de marché)[3] (première diffusion)
- France : 5,58 millions de téléspectateurs (23,1 % de part de marché)[4] (première diffusion)

- Christelle Reboul : Corinne Bourdel
- Matthieu Rozé : Olivier Bourdel
- Herrade Von Meier : Cécilia Holder
- Stéphane Brel : Rémy Holder
- Bartholomew Boutellis : Rodolphe
- Roman Garance : Mathias Bourdel
- Lucile Marquis : Lucie
- Priscilla Lopes : Judith
- Kylian Rehlinger : Lucas Holder

- Cet épisode fait en partie référence à Very Bad Trip.
- Kylian Rehlinger joue aussi dans "La copine de mon pote".

### Épisode 3:Une fiancée presque parfaite
- Belgique : 7 novembre 2015 sur RTL-TVI
- Suisse : 6 octobre 2015 sur RTS Un
- France : 9 novembre 2015 sur TF1

- France :  5,76 millions de téléspectateurs (23,3 % de part de marché)[5] (première diffusion)

- Martin Lamotte : Michel Bertaud
- Isabelle Spade : Colette Bertaud
- Charles Lelaure : Mathieu Bertaud
- Cyril Garnier : Sébastien Pommier
- Éric Théobald : Antoine Modiano
- Éric Le Roch : Adrien Pinçon
- Adrien Schmück : Sam, le neveu d'André
- Kim Schwarck : Élodie Charpentier
- Clara Symchowicz : Alix Modiano
- William Robquin : Gaspard Modiano

- Cet épisode est le premier épisode dans lequel apparaît Sam, le neveu d'André.
- Le patient n'est pas sans rappeler Adrian Monk, le personnage principal de la série du même nom.

### Épisode 4:Les Vacances du camping
- Belgique : 26 décembre 2015 sur RTL-TVI
- Suisse : 27 décembre 2015 sur RTS Un
- France : 11 janvier 2016 sur TF1

- Belgique : 430 500 téléspectateurs (25,2 % de part de marché)[6]
- France :  5,86 millions de téléspectateurs (23,4 % de part de marché)[7]

- Laury Thilleman : Emma Paoli
- Michel Jonasz : Ange Paoli
- Frank Lebœuf : Mattéo Graziani
- Laetitia Fourcade : Karine Lambert
- Fred Bianconi : Julien Lambert
- Marc Delarue : Bastien Lambert
- Amaury de Crayencour : Raphaël Langlois
- Alexandre de Seze : Doumé

### Épisode 5:La kermesse du camping
- Belgique : 24 janvier 2016 sur RTL-TVI
- Suisse : 20 janvier 2016 sur RTS Deux
- France : 25 janvier 2016 sur TF1

- Belgique :  501 500 téléspectateurs (30,7 % de part de marché)[8]
- France :  5,52 millions de téléspectateurs (22,3 % de part de marché)[9]

- Adrien Schmück : Sam, le neveu d'André
- Jean-Luc Bideau : Jean-Claude
- Élisa Servier : Sylvie
- Mathilde Lebrequier : Camille
- Morgane Bujoli : Flore
- Julie Boulanger : Delphine
- Yoli Fuller : Gauthier
- Blandine Marmigère : Anaïs

- Cet épisode est le premier épisode dans lequel la relation entre Amandine et Xavier est officialisée.
- Il s'agit d'un des rares épisodes où  les personnages des histoires A et B interagissent entre eux.
- Parizot a un fils à qui il ne parle plus à cause d'un abonnement à TPS.

### Épisode 6:Retrouvailles au camping
- Belgique : 24 février 2016 sur RTL-TVI
- Suisse : 23 février 2016 sur RTS Un
- France : 29 février 2016 sur TF1

- France : 5,58 millions de téléspectateurs (22,1 % de part de marché)[10]

- Chrystelle Labaude : Martine
- Noémie Elbaz : Clémence
- Michel Scotto di Carlo : Charles Pariseau de Cabassole
- Lisa Martino : Blandine Pariseau de Cabassole
- Adrien Schmück : Sam, le neveu d'André
- Quentin Santarelli : Amaury Pariseau de Cabassole
- Christophe Malavoy : Jean
- Terry Banjout : Lilou
- Esther Moreau : Marie-Sixtine Pariseau de Cabassole
- Delphine Lacheteau : Kimberley
- Antoine Milhaud : Enguerrand Pariseau de Cabassole

- Cet épisode est le dernier épisode dans lequel apparaît Aurélie. Son absence ne sera jamais expliquée.
- Parizot révèle avoir habité Colmar et Provins.